# Diva (singel Beyoncé)
Diva – piosenka amerykańskiej wokalistki rhythm and bluesowej Beyoncé Knowles, pochodząca z jej trzeciego albumu studyjnego, I Am... Sasha Fierce. Została wydana jako trzeci singel promujący płytę w Stanach Zjednoczonych.

## Tło
Istnieje wiele podobieństw między „Diva” a „A Milli” Lila Wayne’a. Wynikają one z faktu, że oba utwory wyprodukował ten sam producent, Bangladesh. W jednym z wywiadów, Knowles zapytana, czy „Diva” to kobiecy odpowiednik „A Milli”, odpowiedziała: „Tak, ale tylko w pewnym stopniu... nie było to zamierzone.”

## Przyjęcie
Oceny krytyków na temat piosenki były zróżnicowane. Entertainment Weekly uznał, że jest ona kobiecym kompanem hitu Lil Wayne’a „A Milli”, podczas gdy AllMusic napisał: „'Diva’, wariacja ‘A Milli’ Lila Wayne’a, jest jedyną piosenką, która mogłaby iść ramię w ramię z „Freakum Dress” i „Ring the Alarm”, przynajmniej jeśli chodzi o audiencję.” Brytyjski The Guardian ocenił utwór negatywnie, pisząc: „Sztuczki z dźwiękami w najbardziej eksperymentalnym utworze, ‘Diva’, nie są na tyle interesujące, aby odwrócić uwagę od braku melodii.”

## Sukces komercyjny
Piosenka zadebiutowała na 5. miejscu Billboard Bubbling Under Hot 100 Singles, jednak tydzień później awansowała na 96. pozycję głównej listy, Billboard Hot 100, docierając ostatecznie do 19. miejsca. Singel uplasował się na szczycie Hot Dance Club Play, stając się dziewiątym utworem w twórczości solowej Knowles, który tego dokonał.
Mimo że singel został wydany wyłącznie w Stanach Zjednoczonych, zdołał zajął miejsca w zestawieniach innych krajów, w tym w Australii i Nowej Zelandii.
„Diva” spotkał się z zainteresowaniem również w Wielkiej Brytanii. 17 maja 2009 roku awansował z pozycji 173. na 72. UK Singles Chart, wyłącznie w oparciu o zakup online.

## Wideoklip
Wideoklip do „Diva” został wyreżyserowany pod koniec listopada przez Melinę Matsoukas. 23 grudnia, jednocześnie z „Halo”, nastąpiła jego premiera w iTunes. Teledysk jest tematycznie podobny do „Single Ladies (Put a Ring on It)”; został nakręcony w monochromatycznym formacie, a Knowles występuje w nim jako swoje alter ego, Sasha Fierce. Wokalistka ma na dłoni charakterystyczną rękawiczkę i wykonuje choreografię w towarzystwie dwóch tancerek w nieco bardziej formalnych trykotach. Beyoncé ma na sobie stroje projektu Garetha Pugha oraz Thierry’ego Muglera.
Wideoklip rozpoczyna się słownikową definicją słowa „diva”, po czym ukazany zostaje parking przed dużym magazynem. Następnie Knowles, w charakterystycznych okularach, oddala się od samochodu pełnego manekinów i wchodzi do budynku. Tam, wspólnie z dwiema tancerkami, wykonuje choreografię. Od tego momentu kilkakrotnie zmienia stroje oraz style i miejsca tańca. Motyw ten utrzymuje się do końca widea. W finałowej scenie Knowles powraca na parking, gdzie zapala cygaro, po czym rzuca zapalniczkę na samochód, który eksploduje. Gdy odchodzi w tle słychać intro innego singla z albumu, „Video Phone”. Płomienie ukazane zostały w oryginalnych kolorach, które kontrastują z pozostałymi, biało-czarnymi, elementami.
Teledysk zajął 13. miejsce na liście 100 najlepszych wideoklipów 2009 roku według BET.

## Pozycje na listach
| Lista (2009)                         | Najwyższa pozycja |
| ------------------------------------ | ----------------- |
| Australian ARIA Singles Chart        | 40                |
| Irish Singles Chart                  | 50                |
| New Zealand RIANZ Singles Chart      | 26                |
| UK Singles Chart                     | 72                |
| UK R&B Chart                         | 22                |
| U.S. Billboard Hot 100               | 19                |
| U.S. Billboard Hot R&B/Hip-Hop Songs | 3                 |
| U.S. Billboard Pop 100               | 39                |
| U.S. Billboard Hot Dance Club Play   | 1                 |

### Certyfikaty
| Kraj              | Certyfikat       |
| ----------------- | ---------------- |
| Stany Zjednoczone | Złoto (500.000+) |